# شهرستان سومتر (فلوریدا)
شهرستان سومتر، فلوریدا (به انگلیسی: Sumter County, Florida) یک سکونتگاه مسکونی در ایالات متحده آمریکا است که در فلوریدا واقع شده‌است.

## خصوصیات
شهرستان سومتر ۱٬۵۰۲٫۲ کیلومترمربع مساحت دارد.